# Karvinkop, Khanapur
Karvinkop là một làng thuộc tehsil Khanapur, huyện Belgaum, bang Karnataka, Ấn Độ.